# Várhelyi Csaba (kémikus, 1925–2015)
Várhelyi Csaba (Kézdivásárhely, 1925. szeptember 26.− Kolozsvár, 2015. október 30.) erdélyi magyar kémikus, kémiai szakíró, egyetemi oktató, Várhelyi Csaba (1962) apja.

## Életútja, munkássága
Középiskolai tanulmányait szülővárosában a Nagy Mózes Gimnáziumban végezte (1937–44). Egyetemi diplomát a Bolyai Tudományegyetem Matematika és Természettudományi Karán szerzett (1949). Itt kezdte szakmai tevékenységét tanársegédként, s a BBTE-n folytatta nyugdíjazásáig (1988). Közben a Román Akadémia kolozsvári Kémiai Intézetében kandidátusi címet szerzett, dolgozatának címe: Formarea periodaţiilor. 2000-ben szakmai tevékenysége elismeréseként tiszteletbeli professzori címet kapott.
Tudományos eredményeit a komplexkémia tárgyköréből több mint 300 dolgozatban közölte hazai és külföldi szakfolyóiratokban. 1974–1982 között társfordítója volt számos V–IX. osztályos kémia tankönyvnek.

## Kötetei
- Általános és szervetlen kémiai praktikum (egyetemi jegyzet, Kolozsvár, 1954);
- A Magyar Autonóm Tartomány ásványvizei és gázömlései (társszerző, Bukarest 1957);
- Szervetlen kémiai kísérletek (Bukarest : Technikai Könyvkiadó, 1959);
- Az atomok és molekulák világa (társszerző Zsakó János, Bukarest, 1963);
- Pseudohalogenuri în chimia coordinativă a cromului (társszerzővel, Craiova 1993).

## Díjak, elismerések
- Tudományos munkásságának elismeréséül Zemplén Géza-díjjal tüntették ki.